# Edmund Teale
Edmund Oswald Teale, gebürtig Edmund Oswald Thiele, (* 1874 in Melbourne; † 1971) war ein australischer Geologe.
Thiele war als Geologe in der damals deutschen Kolonie Deutsch-Ostafrika (Tanganjika) tätig, kehrte während des Ersten Weltkriegs aber nach Australien zurück. Dort änderte er 1917 seinen deutschen Nachnamen in Teale. In dieser Zeit war er auch am Geological Survey of Victoria und lehrte an der University of Adelaide. Danach war er wieder in Ostafrika als Direktor des Geological Survey in Tanganjika (und Berater der Regierung von Tanganjika in Bergbaufragen) und zeitweise mit Albert Ernest Kitson an der Goldküste (Ghana). 1936, als er den Geological Survey für Ostafrika verließ, wurde er geadelt. Im Ruhestand lebte er in Pirbright.
Er heiratete 1909 und hatte einen Sohn, der Missionar in Papua-Neuguinea wurde.

## Veröffentlichungen (Auswahl)
- Geological survey, Tanganyika territory : Dodoma, Dodoma : Department of lands and mines. Geological division, 1936
- The mineral resources of Tanganyika territory, Dar es Salaam : Government printer, 1943
- The geological history of Kilimanjaro, Moshi, Tanganyika, Printed by the KNCU Print. Press, 1953
- Mineral resources of East and Central Africa 1954-1959, London : Joint East and Central African Board, 1959